# Perth-traktaten
Perth-traktaten (1266) var en traktat, som afsluttede krigshandlingerne mellem Norge under kong Magnus Lagabøte og Skotland under Alexander 3. af Skotland. Aftalen slog fast, at overherredømmet over de nordvestlige øer, nordspidsen Caithness i Skotland og øen Isle of Man i Irske hav tilhørte Skotland, og at Norge opgav alle krav på disse. Traktaten markerede således afslutningen på Norgesvældets territoriale udvidelser ud for Skotland og ned i Irske hav.
I Norge var de nordvestlige øer kendt som Sudrey (Sydøerne) og havde været norsk territorium i de århundreder, hvor både Skotland og Norge fortsat befandt sig i den historiske proces, som førte til selvstændige nationer. Norsk kontrol over øerne var blevet formaliseret i 1088, da Edgar af Skotland formelt havde overdraget øerne til Magnus Berrføtt af Norge.
Traktaten i Perth blev indgået blot tre år efter slaget ved Largs i 1263. Historikeren Michael Lynch har sammenlignet Perth-traktatens betydning som værende sammenlignelig med York-traktaten af 1237, hvilken havde fastlagt grænsen mellem Skotland og England (som stort set er identisk med nutidens grænse).
Slaget ved Largs er nogen gange blevet set som en skotsk sejr, men de norske styrker ledet af kong Håkon Håkonsson led kun små tab, og udfaldet blev heller ikke afgørende for stridighederne. Den aldrende kong Håkon havde planlagt at fornye kampene næste sommer, både mod Skotland og med ambitioner om også at overtage den irske trone, men han døde på Orkneyøerne samme vinter. Hans efterfølger, sønnen Magnus Lagabøte, mente imidlertid, at herredømmet over Irske hav kun var af marginal betydning for Norge og desuden for kostbar. Han gik derfor med på Alexanders krav om at købe øerne. I traktaten anerkendte Norge skotsk overherredømme over de omtalte territorier for en betaling på 4.000 merker sølv og en årlig afgift på 100 merker og mod, at Skotland anerkendte Norges ret til Orkneyøerne, Shetlandsøerne og Færøerne. Det er uvist hvor længe, den årlige afgift blev betalt efter aftalens indgåelse. Norske historikere mener, at det kun skete nogen få år.